# Cerodontha pygminoides
Cerodontha pygminoides är en tvåvingeart som beskrevs av Spencer 1981. Cerodontha pygminoides ingår i släktet Cerodontha och familjen minerarflugor. Inga underarter finns listade i Catalogue of Life.